# Comper Swift
Il Comper C.L.A.7 Swift era un monomotore leggero da turismo ad ala alta sviluppato dall'azienda britannica Comper Aircraft Company nei primi anni trenta.

## Storia del progetto
Lo Swift si deve alla volontà del progettista e pilota militare Nicholas Comper, che già aveva disegnato e portato in volo tre velivoli per la Cranwell Light Aeroplane Club, i C.L.A.2, C.L.A.3 e C.L.A.4, arrivato al congedo con il grado di Flight Lieutenant (tenente pilota) dalla Royal Air Force decide di fondare nel marzo 1929 una sua azienda aeronautica, la Comper Aircraft Company con sede a Hooton Park, nel Cheshire, per concretizzare il suo progetto per un velivolo da turismo sportivo.
Il prototipo, che assunse il codice di registrazione G-AARX, venne portato in volo per la prima volta il 17 maggio 1930 a Brooklands, equipaggiato con un motore ABC Scorpion in grado di fornire al modello una potenza pari a 40 hp (30 kW). La particolare configurazione alare scelta non permetteva una buona visibilità anteriore in fase di decollo ed atterraggio, costringendo il pilota a procedere sulla pista a zig zag, ma venne ritenuta comunque idonea per le esigenze mentre era in volo.
Dopo i test, risultati positivi, nei mesi successivi ne venne avviata la produzione in piccola serie di ulteriori 9 esemplari, equipaggiati da un più potente radiale Salmson 9 AD da 55 CV (40 kW) di produzione francese. Successivi test effettuati equipaggiando lo Swift con il compatto Pobjoy P, sempre in configurazione radiale da 50 hp (37 kW) utilizzato nelle competizioni aeronautiche, convinsero Comper ad adottare i motori prodotti dall'azienda britannica, prima i radiali Pobjoy R da 75 hp (56 kW), poi i più recenti Pobjoy Niagara da 90 hp (67 kW), con cui equipaggiò il resto della produzione. Solo gli ultimi tre esemplari, chiamati per questo anche Gipsy Swift, vennero modificati per ospitare il più pesanti e potenti motori in linea prodotti dalla de Havilland, due motorizzati con il Gipsy III da 120 hp (89 kW) e l'ultimo con un Gipsy Major Special da 146 hp (109 kW).
Lo Swift rimase in produzione dal 1930 al 1934 per un totale di 41 esemplari.
Dopo la fine della Seconda guerra mondiale, con la ripresa delle normali attività aeronautiche, gli Swift sopravvissuti vennero utilizzati nelle competizioni aeronautiche britanniche fino alla metà degli anni cinquanta.

## Tecnica
Lo Swift era un monomotore monoplano molto compatto e di piccole dimensioni, realizzato in tecnica mista. La fusoliera era divisibile in tre sezioni, l'anteriore separabile all'altezza del bordo d'entrata alare. Questo particolare facilitò probabilmente la sostituzione di ben 7 diversi tipi di motore per 41 esemplari in 4 anni di produzione. L'abitacolo era singolo situato immediatamente dopo il bordo d'uscita alare, completato da un piccolo vano bagagli interno, e dotato di pannello a 7 strumenti tra cui bussola, anemometro, altimetro e contagiri. La fusoliera terminava poi in una coda caratterizzata da un impennaggio classico monoderiva e dotata di piani orizzontali controventati. Dotata di un lungo vano bagagli permetteva, caratteristica pubblicizzata dall'azienda, il trasporto di un set di mazze da golf.
L'ala, montata alta e controventata, era realizzata in legno e ricoperta da tela e pannelli di compensato e collegata alla fusoliera tramite robusti montanti obliqui realizzati in tubo d'acciaio. Il carrello d'atterraggio era un triciclo classico fisso, con le ruote anteriori carenate ed ammortizzate, collegate alla parte inferiore della fusoliera tramite una struttura tubolare, completato posteriormente da un pattino d'appoggio. La propulsione era affidata ad un motore posto sul muso ed abbinato ad un'elica bipala. Durante il periodo di produzione furono 7 i diversi motori adottati, 5 di essi radiali e due in linea, che modificarono notevolmente l'aspetto anteriore del velivolo.

## Velivoli sopravvissuti

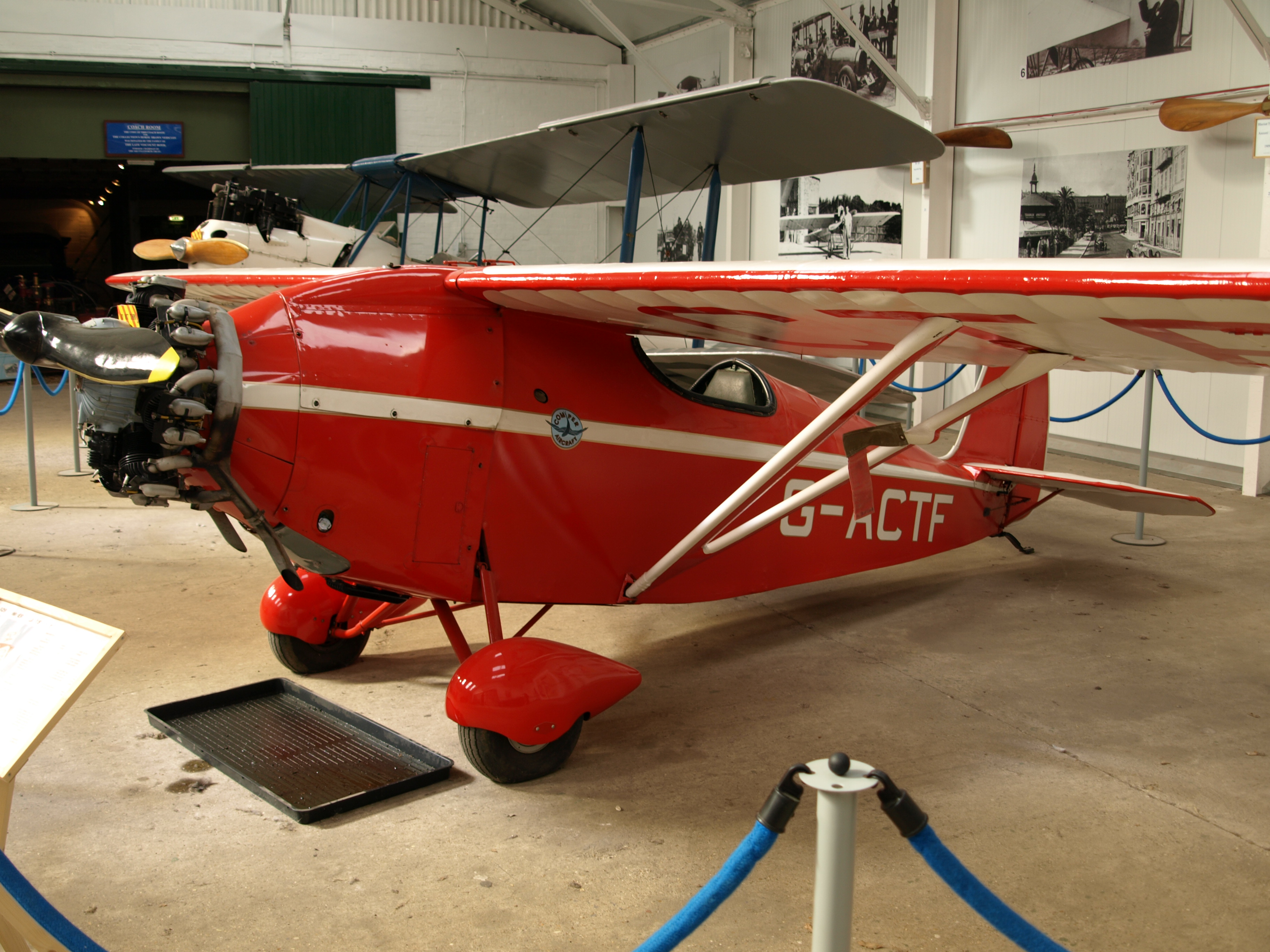
Il Comper Swift G-ACTF esposto presso la Shuttleworth Collection, Old Warden, Inghilterra.

Dei molti esemplari sopravvissuti, per la maggior parte conservati ed esposti al pubblico in strutture museali, due sono i Comper Swift in condizioni di volo.
Il primo esemplare, registrato G-ACTF e costruito nel 1932, fa parte della collezione della fondazione Shuttleworth Collection ed è esposto presso la sede di Old Warden, in Inghilterra.
Il secondo esemplare, registrato EC-AAT e dipinto nella livrea usata da Fernando R. Loring per la sua trasvolata Madrid-Manila del marzo 1933, si esibisce in volo ogni prima domenica di ogni mese presso l'aeroporto Cuatro Vientos, alla periferia di Madrid, in Spagna. Il velivolo fa parte della collezione della Fundación Infante de Orleans, una fondazione dedita al recupero ed alla conservazione dei velivoli storici spagnoli, creata nel 1989, e dedicata al principe Alfonso d'Orléans.